# Где дом друга?
«Где дом друга?» (перс. خانه دوست كجاست؟‎) — иранский художественный фильм Аббаса Киаростами 1987 года.

## Сюжет
Фильм начинается с того, что Нематзаду, друга главного героя, ругает учитель: школьник третий раз подряд сделал домашнее задание не в тетради, а на листочке. После чего добавляет, что это последний раз, и если это произойдёт снова, то его отчислят.
В этот же день Ахмед — главный герой фильма — придя домой, обнаруживает, что случайно забрал тетрадь у Нематзады. Понимая всю серьёзность случившегося (Нематзаду могут отчислить), Ахмед решает — до завтрашнего утра он непременно должен вернуть тетрадь однокласснику. Пересилив ребяческий страх, главный герой преодолевает сложные препятствия: самостоятельно убегает в соседнее селенье, чтоб отыскать жилище приятеля в чужом, незнакомом ему селении. Обыскав всё вокруг, он не обнаруживает Нематзаду и осознаёт, что не сможет передать тетрадь, поэтому с сожалением уже поздней ночью возвращается домой.
К счастью для главного героя и для его одноклассника, всё заканчивается благополучно: в начале следующего учебного дня Ахмед незаметно передаёт тетрадь с выполненным заданием Нематзаде.

## В главных ролях
| Актёр              | Роль                                        |
| ------------------ | ------------------------------------------- |
| Babek Ahmed Poor   | Ахмед, главный герой, школьник              |
| Ahmed Ahmed Poor   | Мохамед Реда Нематзада, одноклассник Ахмеда |
| Khodabakhsh Defaei | учитель                                     |
| Iran Outari        | мать Ахмеда                                 |
| Ait Ansari         | отец Ахмеда                                 |

## Оценка

#### Критика
Фильм был принят положительно критиками и кинозрителями. Так, по данным агрегатора Rotten Tomatoes, «Где дом друга?» получил 100 % положительных отзывов от кинокритиков (на основе 11 рецензий) и 92 % от зрителей (на основе оценок более 2 500 пользователей (на 2021 год). Заключение агрегатора «No consensus yet».
На 2021 год фильм занимает 294 место из 1000 среди лучших фильмов в истории по версии сайта They Shoot Pictures.

#### Награды
Фильм получил 4 награды кинофестиваля в Локарно (1989) и 2 награды кинофестиваля Фаджр (1987).